# Savoia-Marchetti SM.82
Le Savoia-Marchetti SM.82 Marsupiale était un avion italien de transport et de bombardement de la Seconde Guerre mondiale.
Il s'agissait d'un trimoteur monoplan à ailes cantilever et à train rentrant. Il fut construit à environ 720 exemplaires et entra en service en 1940. Cet appareil, qui illustre bien le concept italien de bombardier mixte, était capable de transporter une charge de bombes de plus de 4 000 kg et d'opérer sur de longues distances. Toutefois en raison de sa grande vulnérabilité à la DCA et à la chasse ennemie, il fut assez peu utilisé comme bombardier. En revanche, il se révéla un très bon avion de transport.
Après la guerre, une trentaine de SM.82 servirent dans l'Aeronautica Militare jusque dans les années 1960.

## Développement
Développé à partir du Savoia-Marchetti SM.75 Marsupiale de transport civil, le SM.82 fut conçu pour remplir à la fois le rôle de bombardier lourd et d'avion de transport militaire. Il partage avec son aîné la même configuration, mais il est plus grand et plus lourd que celui-ci. Le développement fut assez rapide et le prototype effectua son premier vol en 1939. Bien que lent et sous-motorisé, le SM.82 était capable de transporter de lourdes charges et de parcourir de longues distances. En outre son large fuselage lui permettait d'embarquer des fardeaux encombrants. Certaines versions spécialement modifiées pouvaient accueillir par exemple un char léger L3 ou un chasseur Fiat CR.32 démonté. Capable de transporter à la fois du fret et des hommes, il pouvait accueillir jusqu'à 40 soldats équipés.
Le SM.82 entra en service avec la Regia Aeronautica en 1940. Toutefois, en raison d'une cadence de production très lente, celle-ci ne put jamais disposer d'un nombre suffisant d'appareils en service. En effet, seulement une centaine d'avions par an furent livrés en 1940 et 1941. La production passa à 200 exemplaires par an à partir de 1942 et se poursuivit jusqu'en 1944, date à laquelle environ 700 machines avaient été livrées. À partir de l'armistice de 1943, les usines, qui se trouvaient sur le territoire de la République sociale italienne (RSI), passèrent sous contrôle allemand.

## Caractéristiques

### Construction
Le SM.82 était un appareil de construction mixte bois/métal. Le fuselage, construit en tubes d'acier soudés, était recouvert de feuilles métalliques sur la partie avant. L'arrière était recouvert de contreplaqué ou entoilé à certains endroits.
Les ailes, quasi entièrement en bois, comportaient trois longerons et 42 nervures. Les volets étaient faits d'une seule pièce de bois tandis que les nervures étaient en bois de peuplier, léger et flexible. Le revêtement était en contreplaqué entoilé et verni afin de le rendre étanche à l'eau. Les ailerons couraient sur près de la moitié du bord de fuite tandis que le bord d'attaque était équipé de becs Handley-Page.
L'empennage était en pin revêtu de contreplaqué tandis que les gouvernes, de structure métallique, étaient entoilées.
La partie utile du fuselage était aménagée sur deux niveaux. Le pont supérieur comportait 32 sièges pour les passagers. La soute inférieure était destinée à emporter du fret ou des bombes et comportait deux larges trappes en duralumin. Le plancher, en bois, était composé de neuf panneaux amovibles destinés à faciliter l'installation à bord du fret encombrant qui était chargé à bord à travers les portes de la soute à bombes.
Le cockpit était doté de quatre sièges pour le commandant de bord, le copilote, le mécanicien navigant et le radio-mitrailleur. L'instrumentation comprenait un altimètre, un compas, un chronomètre, des thermomètres et un radio-goniomètre Telefunken P63N. L'équipement de série comprenait en outre un émetteur-récepteur, un système d'extinction des feux et un générateur électrique.

### Propulsion
La motorisation de l'appareil était assurée par trois moteurs en étoile Alfa Romeo 128.RC.18 d'une puissance unitaire de 641 kW (860 ch) actionnant chacun une hélice métallique tripale à vitesse constante. Ces moteurs étaient une évolution du Bristol Pegasus construits sous licence par l'Italie.
Le SM.82 emportait une quantité maximale de 4 403 kg de carburant réparti sur douze réservoirs de voilure. Chaque demi-aile comportait six réservoirs auto-obturants. Trois réservoirs, d'une contenance totale de 1 276 l étaient logés entre la première et la seconde nervure, tandis que les trois autres réservoirs, d'une contenance totale de 653 l trouvaient leurs places entre la seconde et la troisième nervure. Par ailleurs, un petit réservoir de 167 l contenant de l'essence 100LL pour le générateur était placé dans le nez. L'appareil emportait également 136 l d'huile.

### Armement défensif et blindage
Le SM.82 était armé d'une mitrailleuse Scotti de 12,7 mm en tourelle dorsale et de trois Breda-SAFAT de 7,7 mm (une de chaque côté de l'appareil et une troisième dans la gondole ventrale du bombardier). La tourelle était de type Caproni-Lanciani et était approvisionnée avec 350 coups. Les autres armes étaient approvisionnées avec quatre magasins de 215 coups.
Cet armement, qui n'avait rien de ridicule à l'époque de la conception de l'avion, ne se montra pas très efficace. En effet, la mitrailleuse Scotti, théoriquement plus puissante et légère que la Breda-SAFAT de même calibre, se montra peu fiable. De plus elle n'était pas précise. La dispersion était telle que sa portée pratique dut être réduite de 400 à 200 m. Par ailleurs, le calibre 7,7 mm se révéla trop faible à la lumière des combats aériens de la Seconde Guerre mondiale. Pour finir, la mitrailleuse ventrale, servie par le bombardier, était inutilisable et finit par être démontée. Les SM.82 réquisitionnés par la Luftwaffe après l'armistice de 1943 furent équipées de MG.131 (13 mm) en tourelle et parfois de MG.17 (7,92 mm).
La protection de l'équipage laissait également à désirer. En effet, seul le commandant de bord disposait d'un siège blindé. Les réservoirs auto-obturants étaient, en théorie, à l'épreuve du calibre 12.7 mais n'étaient pas équipés de système de pressurisation au gaz carbonique pour prévenir les risques d'explosion en cas d'impact par des projectiles incendiaires. Aucun autre blindage n'avait été ajouté. Tout cela rendait l'appareil extrêmement vulnérable au feu de l'ennemi.

### Charge offensive
Le SM.82 était capable d'emporter une lourde charge de bombes (4 000 kg), et la taille de sa soute lui permettait d'emporter une vaste panoplie d'armements.
Par exemple, il pouvait emporter:
- 4 bombes de 800 kg
- 8 bombes de 500 kg
- 8 bombes de 250 kg
- 27 bombes de 50 kg
- 25 bombes à sous-munitions de 100 kg contenant chacune 56 sous-munitions (ces dernières ne furent néanmoins pas beaucoup utilisées).

Bien entendu, le SM.82 n'opérait pas toujours à pleine charge. Ainsi, lors des missions à long rayon d'action, la charge offensive n'était que de 1 000 ou 1 500 kg de bombes. Il n'en reste pas moins vrai que la combinaison charge offensive/rayon d'action du SM.82 le classait assez favorablement sur ce point par rapport aux autres bombardiers en service en 1940.
Le bombardier opérait depuis une tourelle rétractable située sous l'avant de l'avion. Il disposait d'un viseur de bombardement Jozza. Il devait servir en outre une mitrailleuse Breda 7,7 mm pointée vers l'arrière. Son poste de combat, très inconfortable, n'était ni chauffé, ni pressurisé, ni connecté au réseau d'oxygène de l'avion. Il ne disposait, comme protection contre les balles ennemies, que de la mince tôle d'un millimètre d'épaisseur formant le revêtement extérieur de l'avion.

### Performances au combat
Combinant sous-motorisation et large fuselage à forte traînée, les performances du SM.82 étaient loin d'être flatteuses. Sa vitesse de croisière de 250 km/h à 3 000 m en faisait un avion particulièrement lent. Cette caractéristique, qui n'influait que très peu sur ses performances en tant qu'avion de transport, rendait par contre son emploi en tant que bombardier particulièrement dangereux. De plus son plafond pratique de 5 000 m (16 400 pieds) le rendait vulnérable à la fois aux canons antiaériens et à la chasse ennemie. En comparaison, le B-17 Flying Fortress américain pouvait opérer jusqu'à 9 000 m (29 530 pieds) c'est-à-dire à l'extrême portée de la Flak et du plafond des chasseurs allemands. Pour finir, la large silhouette du SM.82 le rendait particulièrement facile à repérer dans le ciel. Pour ces raisons, le SM.82 connut un taux de perte particulièrement élevé face à la chasse ennemie. Ainsi le 24 novembre 1942 où trois Beaufighter abattirent sept SM.82 sur sept, soit un taux de pertes de 100 % ou le 10 avril 1943, où un seul P-38 Lightning réussit à descendre 10 SM.82 sur 20 en une seule passe.
Par contre, en mission de transport, le SM.82, avec sa grande autonomie, sa charge utile particulièrement élevée pour l'époque et sa vaste soute modulable lui permettant d'emporter des fardeaux aussi divers qu'encombrants, fut très sollicité par les Italiens qui avaient à affronter le cauchemar logistique d'un théâtre d'opérations particulièrement éparpillé.

## Utilisation opérationnelle
Le SM.82 fut principalement utilisé en Afrique de l'Est et en Afrique du Nord par les Italiens. L'appareil s'illustra également dans des raids à long rayon d'action effectués par la Regia Aeronautica sur Gibraltar ou les raffineries du Moyen-Orient. Après l'armistice de 1943, il fut utilisé à la fois par l'aviation co-belligérante et la Luftwaffe.

### Premières missions
Le SM.82 commença sa carrière en transportant des troupes et leur matériel vers la Libye. La première mission eut lieu en juin 1940 quand 360 hommes du 61e régiment d'infanterie furent transportés en Libye. Les deux premiers escadrons opérant sur SM.82 ne disposaient alors en dotation que de trois appareils chacun. 
Les SM.82 opéraient initialement au sein du 149e Gruppo qui servait également sur SM.73 et SM.75. La première mission incluant les cinq SM.82 du Gruppo eut lieu le 17 juin 1940 et consistait à transporter 10 canons antichars et 17 systèmes de communication radio.
Le 24 juin, le Gruppo perdit son premier SM.82 lors d'une mission de ravitaillement en plein désert. Il y avait à cette date 11 appareil en service qui furent rejoints quelques semaines plus tard par un nouveau lot de 25 machines.
Au cours de l'été 1940, la Regia Aeronautica inaugura la carrière de bombardier du SM.82 par une série de bombardements sur la base britannique de Gibraltar. Pour ces missions à très long rayon d'action, les appareils étaient chargés avec 1 000 kg de bombes. La première mission eut lieu le 17 juillet 1940. Trois SM.82 décollèrent de L'Aéroport de Guidonia à 19 h 40 et effectuèrent un vol de 1 600 km jusqu'à leur objectif qu'ils atteignirent aux environs de 3 h 40. Un nouveau raid fut effectué au départ de Sardaigne afin de raccourcir la durée de vol, puis un autre le 20 août. Cette fois-ci, les appareils appartenaient à la 32e escadrille de bombardement. Toutefois la mission ne se déroula pas comme prévu et un des deux avions fut abattu. Par conséquent, les deux appareils restant du 32e furent réaffectés à des unités de transport.
Cette même année, l'appareil s'illustra dans un autre raid très audacieux sur les raffineries anglaises de Manama, dans le Golfe Persique. La mission fut soigneusement planifiée et gardée secrète. Au milieu de l'été, trois appareils du 41e groupe s'envolèrent pour Rhodes où ils furent rejoints par quatre autres en octobre.
Quatre SM.82, chargés de 1 500 kg de bombes chacun, décollèrent de Rhodes sous les ordres d'Ettore Muti et après un très long vol, larguèrent leur bombes sur l'objectif avant de mettre le cap sur Zula, où ils se posèrent sans encombre. La mission avait duré 15 heures et les avions avaient parcouru plus de 4 200 km à la vitesse moyenne de 270 km/h, ce qui constituait à l'époque un record pour une mission de bombardement. 
Du côté des alliés la surprise fut totale et bien que les dommages causés ne furent pas très importants, le succès du raid les obligea à accroitre la défense aérienne du secteur, ce qui eut pour effet de diviser encore leurs maigres moyens.
Toutefois, le faible nombre de SM.82 disponibles ne permit pas aux Italiens d'utiliser l'appareil comme arme stratégique à une époque où l'opposition aérienne au-dessus du Moyen-Orient était encore faible et les raids à long rayon d'action ne furent bientôt qu'un mauvais souvenir pour les Anglais. Quelques missions de bombardement en solitaire (6) eurent lieu en octobre et en novembre, principalement contre Alexandrie, toutes effectuées par les appareils du 114e Gruppo, mais tous leurs appareils étaient déjà détruits lorsque débuta l'opération Compass en décembre.

### Opérations en Afrique orientale italienne
Le besoin en avions de transport était tel, qu'à l'exception de quelques missions spéciales, comme le largage de parachutistes, le SM.82 fut quasi exclusivement utilisé dans ce rôle. Il se révéla particulièrement essentiel pour maintenir le contact avec l'Afrique orientale italienne qui se retrouvait de plus en plus isolée à mesure que la guerre avançait. Sa grande autonomie et sa capacité d'emport en faisaient l'appareil italien le mieux adapté au soutien des troupes italiennes opérant sur ce théâtre d'opération.
Le 149e Gruppo effectua de nombreuses missions au-dessus de l'Adriatique et vers l'Éthiopie en dépit du fait que les pilotes se montrèrent très sceptiques quant à la faisabilité d'une telle mission, convaincus qu'ils étaient que les forts vent contraires ne permettraient pas à leurs lentes machines de retourner en Libye.
Le premier vol vers Asmara (Érythrée) eut lieu le 27 juillet 1940 au départ de Benghazi (Libye) et se déroula sans problèmes. Le premier incident survint au quatrième vol lorsque le SM.82 n°MM.60277 fut détruit à l'atterrissage après une sortie de piste.
Le 149e Gruppo effectua 330 missions avec ses SM.82, SM.75 et SM.83. À la fin de 1940, les SM.82 à eux seuls avaient effectué 5 187 heures de vol et transporté 16 267 passagers ainsi que 2 247 tonnes de matériel. Pour les missions vers l'Afrique de l'Est, les appareils étaient équipés d'un réservoir supplémentaire de 1 300 l.
Une autre mission dans laquelle s'illustra le SM.82 fut le transport d'avions de chasse Fiat CR.42 à destination de l'Afrique orientale italienne. La première mission de ce type eut lieu le 23 août 1940. En avril 1941, 51 Falco et 51 moteurs de rechange avaient été livrés. Tous les efforts des équipages de SM.82 ne purent toutefois éviter l'Afrique orientale italienne de tomber aux mains des Alliés et le 18 mai 1941 le Duc Amédée de Savoie-Aoste capitulait devant le général Mosley Mayne (en) à Amba Alagi, scellant le sort des ambitions coloniales italiennes en Afrique de l'Est.

### Opérations en Méditerranée

#### Les unités
La section spéciale de bombardement fut constituée le 10 avril 1941 avec seulement deux SM.82. Cinq autres machines furent prises en compte ultérieurement. Cette unité ne réalisa que quelques missions de bombardement, y compris deux sorties sur Alexandrie en mai et juin, avant d'être réassignée à des missions de transport.
Le 146e Gruppo, constitué le 1er mars 1941, reçut quant à lui 17 SM.82, un SM.79 et un Ca.164 (en). Il fut principalement impliqué dans des missions de transport vers la Libye, conjointement avec les 145e et 149e Gruppo. En mai 1941, lors de la guerre anglo-irakienne, les Irakiens demandèrent de l'aide à leurs alliés de l'axe et ces unités effectuèrent plusieurs vols vers l'Irak via la Syrie, transportant quelque 18 tonnes de matériel et 25 personnes.
Toujours en 1941, le 37e Gruppo reçut des SM.82. En 1942 ce fut au tour des 18e puis 44e, 45e et enfin 48e Alla d'être transformées sur cet appareil. À partir de la fin 1942, les SM.82 effectuèrent un pont aérien incessant entre l'Italie et la Tunisie dans un effort désespéré pour soutenir les forces de l'axe qui se battaient encore sur ce théâtre. Le pont aérien dura jusqu'en avril 1943, date à laquelle l'opération Flax y mit un terme.

#### De lourdes pertes...
Les unités servant sur SM.82 subirent tout au long de la campagne nord-africaine de pertes particulièrement élevées, qui s'expliquent d'une part par la vulnérabilité de l'avion face à la chasse ennemie et d'autre part par la domination sans cesse croissante des Alliés dans le ciel de Méditerranée. L'appareil était également vulnérable au sol. Ainsi, en décembre 1941, un raid effectué par des Bristol Blenheim contre l'aérodrome de Castelvetrano détruisit six machines. Les pertes subies dans les derniers mois de la campagne nord-africaine furent terribles. Les SM.82 furent utilisés sans relâche pour convoyer des troupes et du matériel vers l'Afrique et ce bien que l'issue de la campagne ne fasse déjà plus de doute après la perte d'El Alamein. Entre novembre 1942 et avril 1943, ce ne furent pas moins d'une centaine de SM.82 qui furent abattus ou détruits au sol. Parmi tous les dangers qui menaçaient les lourds et lents trimoteurs italien tout au long de leur vol vers la Libye, les Bristol Beaufighter de la Royal Air Force étaient parmi les plus redoutable. Ces chasseurs lourds bimoteurs possédaient à la fois l'autonomie nécessaire pour patrouiller le long des routes suivies par les Italiens et un armement particulièrement puissant leur permettant d'abattre sans peine n'importe quel adversaire. Ainsi, le 2 novembre 1942, sept SM.82 (ou six en fonction des sources) furent forcés d'atterrir ou de s'abimer au sol par seulement trois Beaufighter. Le 12 novembre, six Beaufighter en abattirent cinq autres. Le 22 novembre, une formation de dix SM.82 fut attaquée par trois Beaufighters. L'attaque causa beaucoup de dégâts et la plupart des soldats transportés par les appareils italiens furent tués ou blessés. Sept autres SM.82 furent détruits le 10 avril 1943, puis quatre le 16 avril. Le 19 avril ce ne furent pas moins de 12 SM.82, un SM.75 et trois Fiat G.12 qui furent abattus ou forcés à atterrir.
Au fur et à mesure que les alliés renforçaient leurs positions en Méditerranée, ils exerçaient une pression sans cesse croissante sur les aérodromes d'où opéraient les forces aériennes de l'axe. Ainsi cinq SM.82 furent détruits lors d'une attaque sur le terrain de Benina (19 km à l'est de Benghazi), trois lors de l'attaque sur l'aérodrome de Tunis le 22 janvier 1943 et trois autres lors de l'attaque du 24 mars sur le même aérodrome. À Castelvetrano, ce furent onze SM.82 qui furent détruits le 13 avril. Au cours des raids sur Rome qui eurent lieu le 19 juillet 1943, huit SM.82 furent détruits et sept endommagés lors de l'attaque sur le terrain d'Urbe. L'attaque sur Ciampino se solda par quatre SM.82 détruits et quatorze endommagés. Cela porte à 33 le nombre de Marsupiale mis hors de combat ce seul jour.
Les Italiens ripostèrent à l'avance alliée avec les moyens du bord. Pour les équipages de SM.82 cela se traduisit par des missions de harcèlement effectuées sur leur vulnérables machines. Ainsi, le 145e Gruppo, une unité de transport, se vit équipée de quelques SM.82 en version de bombardement. En juin 1942 elle effectua quatre sorties nocturnes sur des objectifs situés en Égypte et en Marmarique et le 3 juillet, un avion isolé fit un raid sur l'aérodrome de El Haman en Libye. Quatre autres machines opérèrent depuis Rhodes pour bombarder Alexandrie. Toutefois après seulement quatre missions les quatre appareils furent retirés du service.
Ces sorties de harcèlement, menés par un faible nombre d'appareils, voire des appareils isolés emportant à chaque fois une faible charge de bombes n'eurent pas d'effet sur l'issue de la campagne alliée dans la mesure où les dégâts provoqués étaient faibles mais elles obligèrent néanmoins les Alliés à consacrer plus de moyens qu'ils ne l'auraient voulu à la défense aérienne de leurs installations. C'était bien entendu la raison pour laquelle les Italiens continuèrent de monter ce type d'opérations tout au long de la guerre en dépit de leur faible fréquence (moins de 100 en trois années). Ces sorties étaient le plus souvent effectuées par les aviateurs les plus expérimentés et les plus qualifiés de la Regia Aeronautica.
En juillet 1943, des SM.82 effectuèrent leurs dernières missions sous les couleurs de la Regia Aeronauticaen bombardant les plages de Sicile dans l'espoir d'empêcher les débarquements alliés comme à Comiso où 20 bombes à sous-munitions furent larguées.

## Sources
- (en) Cet article est partiellement ou en totalité issu de l’article de Wikipédia en anglais intitulé « Savoia-Marchetti SM.82 » (voir la liste des auteurs).